# Teacake

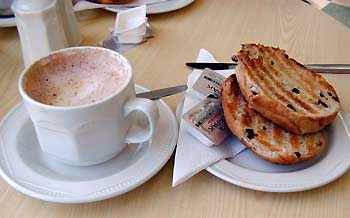
Teacake i mocca

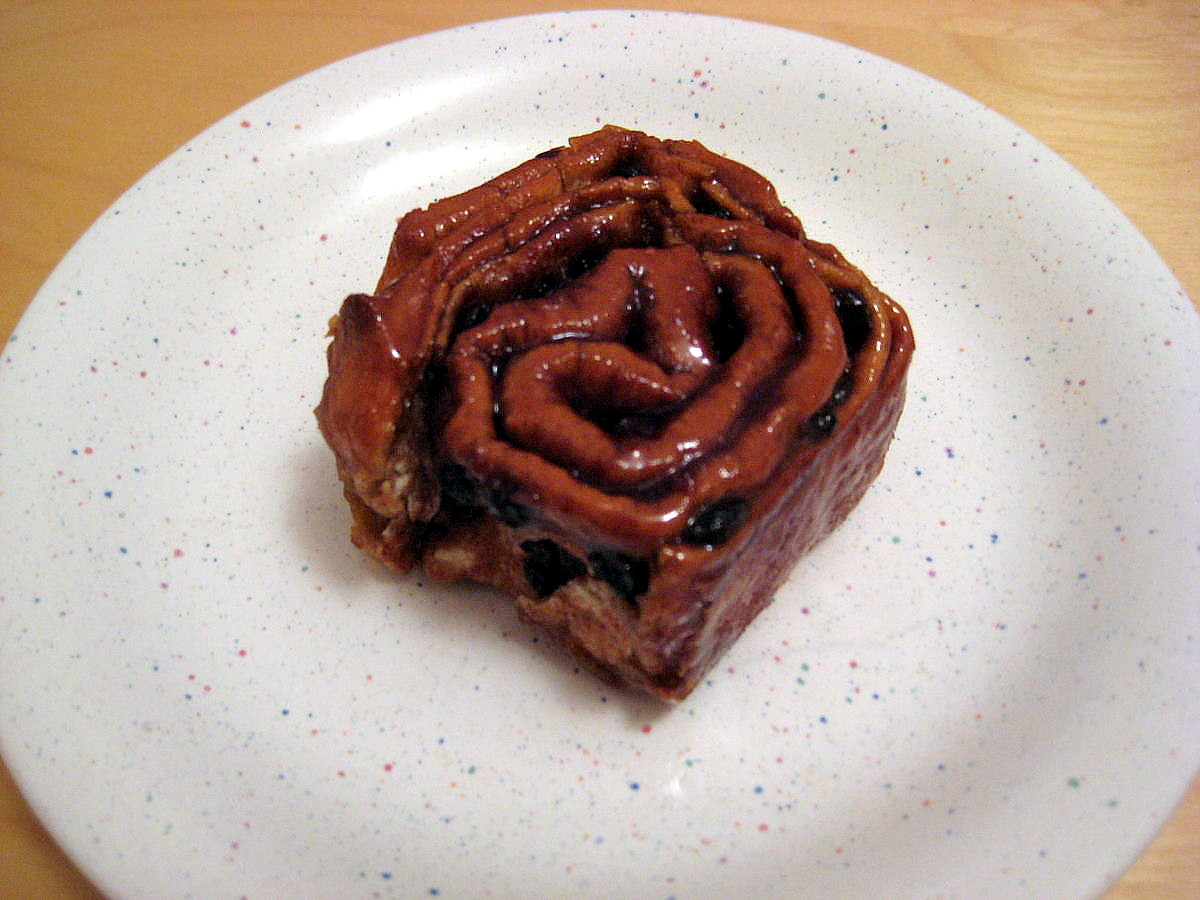
„Chelsea bun” lukrowany

Teacake – słodka bułka zrobiona z ciasta drożdżowego, którą opieka się jak tosty. Je się ją najczęściej przekrojoną na pół i posmarowaną masłem. W Wielkiej Brytanii stanowi część tzw. tea time.
Podobnie jak do polskiego ciasta drożdżowego, do teacake często dodaje się suszone owoce.
Istnieje odmiana tego ciasta, zwana „Chelsea bun”, od dzielnicy Chelsea w Londynie. W tym wypadku ciasto jest zawinięte i po upieczeniu posypane
cukrem i cynamonem, lub oblane lukrem.